# Гладкий Михайло Захарович
Миха́йло Заха́рович Гладки́й (* 1923) — український скульптор, майстер художньої кераміки, член НСХУ (1987), учасник Другої світової війни, професор (1991).

## Життєпис
Народився 1923 року в селі Петрівка-Роменська Гадяцького району (Полтавська область). Учасник 2-ї світової війни; відзначений бойовими нагородами.
1957 року закінчив Львівський інститут прикладного та декоративного мистецтва (викладачі В. Манастирський та І. Якунін), де працював ще від 1950-го. Від 1962-го — викладач, протягом 1971—1977 років — завідувач кафедри, з 1987-го — доцент, від 1991 року — професор кафедри художньої кераміки. Одночасно в 1949—1950 роках — викладач Миргородського керамічного технікуму.
Від 1978 року — член НСХУ.
Основні роботи — у галузях мініатюрного живопису, графіки, скульптури малих форм та станкової скульптури, художньо-побутової й декоративно-архітектурної кераміки.
Від 1960 року — учасник республіканських, всесоюзниз та міжнародних (від 1966-го) мистецьких виставок. Персональна відбулася у Львові 1995 року. Роботи зберігаються у МЕХП та Львівському історичному музеї.
Займається дослідженням історії розвитку фарфоро-фаянсової промисловості України. Опубліковано у Львові методичні вказівки «Скульптура малих форм» (1986), «Столовий сервіз» (1986) та «Чайно-кавовий сервіз» (1989).

## Твори
- таріль «Сестри» (1960)
- декоративні вази
  - «Т. Шевченко» (1961)
  - «Травинка» (1963)
  - «Намисто» (1964)
  - «Полтавські наспіви» (1969)
  - «Класична» (1978)
- скульптури малих форм
  - «Гуцулка» (1961)
  - «Троїсті музики» (1966)
- набори
  - лікерний «Ювілейний» (1967)
  - кавовий «Дзеркальний» (1970)
  - для вареників «Писаний» (1970)
  - для пива «Львів» (1977)
  - для сніданку «Росинка» (1987)
- керамічні вироби в інтер'єрі Сумського музмчно-драматичного театру ім. М. Щепкіна (1979)
- декоративно-тематичне панно «Ритми гри» (1986)
- скульптурний портрет Героя Радянського Союзу П. Рибалка (1977)
- портрети
  - «Наталія» (1977)
  - «Полковник Д. Нечай — сподвижник Б. Хмельницького» (1978)
  - поета-воїна В. Глотова (1979)
  - Героїв Радянського Союзу М. Климова (1980)
  - та І. Бовкуна (1985)
  - композитора Г. Гладкого (1989)
  - Леся Курбаса (1990)
  - В. Винниченка (1991)
  - кардинала Йосипа Сліпого (1992)
- «Дорога до батьківської хати» (1991)
- «Струни мого серця» (1992)
- «Річка Синяк узимку» (1992)
- «Пам'ять–33» (1992)
- «Зима в Карпатах» (1994)
- «Ранок на Верховині» (1994)
- «Ранкова тиша» (1995)
- «Батькова криниця» (2003).

Серед учнів — Колесников Володимир Григорович та Ушаков Володимир Андрійович.